# Piaffa

Animace piaffy

Piaffa je jednou z nejtěžších disciplín drezury. Během piaffy kůň kluše na místě nebo se jen minimálně pohybuje. Těžiště koně by v tu chvíli mělo být spíše na zadních nohách, které by měly být mírně pokrčené. Hřbet by měl být ohebný a pružný. Je dbáno na to, aby kůň cvik prováděl volně a klidným způsobem.
Jako vážná chyba je posuzováno i jen nepatrné couvání nebo nepravidelné kroky zadních nohou, stejně tak křížení předních a zadních nohou.